# 베레트
베레트(프랑스어: Verrettes, 아이티어: Vèrèt)는 아이티의 도시로, 아르티보니트 주 생마르 구에 위치한 도시이다. 아이티에서 9번째로 큰 도시이며 인구는 48,724명(2007년 기준), 높이는 해발 72m이다.